# Miraselva
Miraselva là một đô thị thuộc bang Paraná, Brasil. Đô thị này có diện tích 90,294 km², dân số năm 2007 là 1949 người, mật độ 20,5 người/km².